# Nippon Maru (Schiff, 1984)

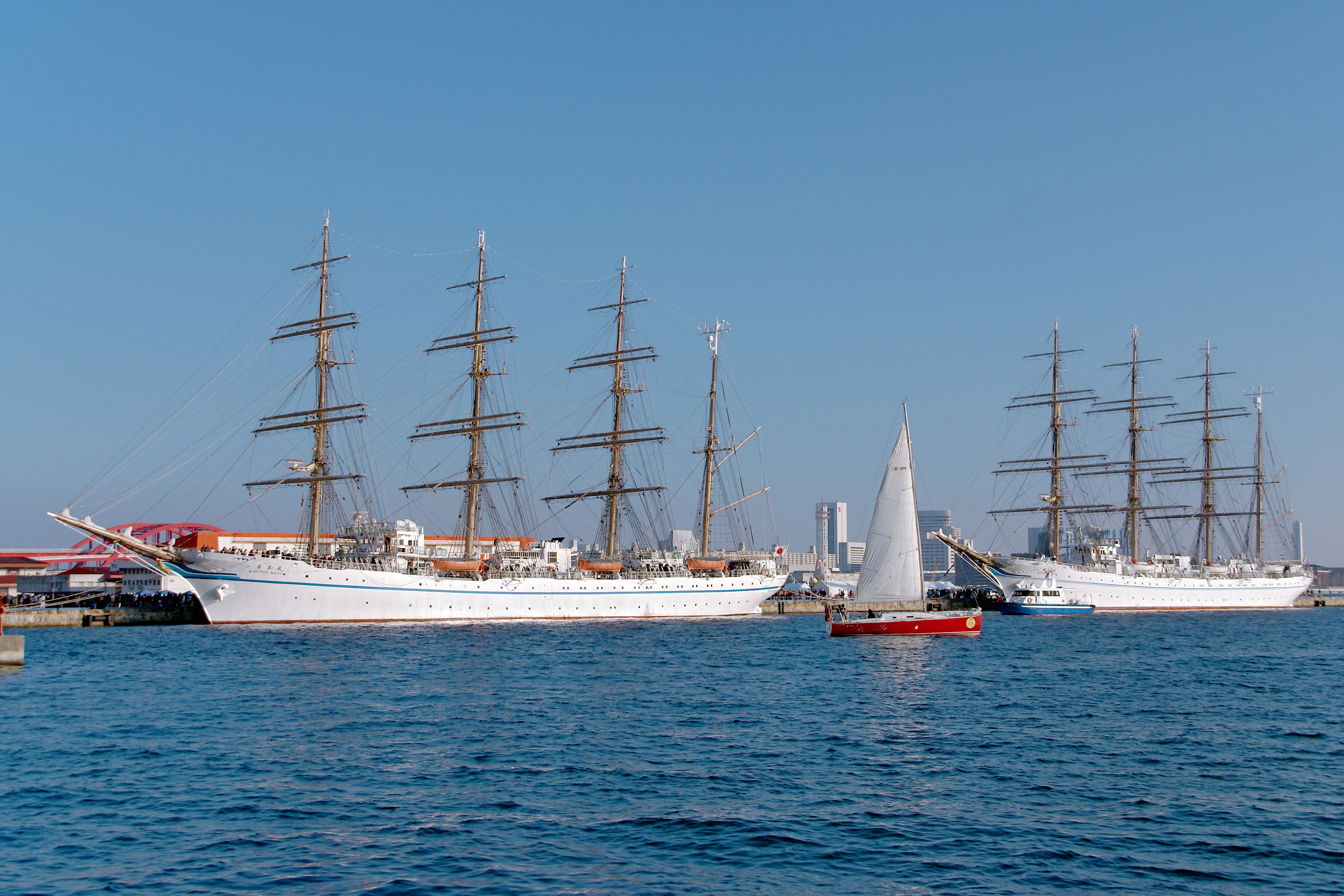
Nippon Maru (II) und Kaiwo Maru (II)

Die Nippon Maru ist ein Viermaster, sie ist ein Segelschulschiff des Institute of Sea Training in Tokio.

## Allgemeines
Die Nippon Maru ist das Nachfolgeschiff der Nippon Maru von 1930. Die Kiellegung der neuen Nippon Maru fand am 11. April 1983 statt, knapp ein Jahr später, am 15. Februar 1984 war der Stapellauf. Gebaut wurde die Nippon Maru vom Uraga Dockyard Sumitomo Heavy Industry in Uraga. Die Indienststellung fand am 16. September 1984 statt. Der Heimathafen der Nippon Maru ist Tokio.

## Segel und Masten

### Segelfläche und Besegelung
Die gesamte Segelfläche der Nippon Maru beträgt 2760 m², verteilt auf 36 Segel. Die Besegelung aus den 36 Segeln verteilt sich auf Doppel-Marssegel, Doppel-Bramsegel, Royals und am Besanmast: Unterbesan, Oberbesan, Besan-Topsegel.

### Masten
Die Nippon Maru besitzt vier Masten und ein Bugspriet.
- Fockmast 42 m
- Großmast 44,5 m
- Kreuzmast 43 m
- Besanmast 34 m
- Bugspriet 16,5 m

## Antrieb
Zusätzlich zu den Segeln kann die Nippon Maru über vier Dieselmaschinen (zwei Sets) mit 2.206 kW (3.000 PS) angetrieben werden. Die Geschwindigkeit mit Maschine beträgt 14,33 kn, die Reichweite mit Maschine 9.800 sm.

## Galionsfigur
Galionsfigur der Nippon Maru ist Ranjo, sie symbolisiert die japanische Frau, literarisch steht der Name für das Blau der Tiefsee.